# Trần Văn Hữu

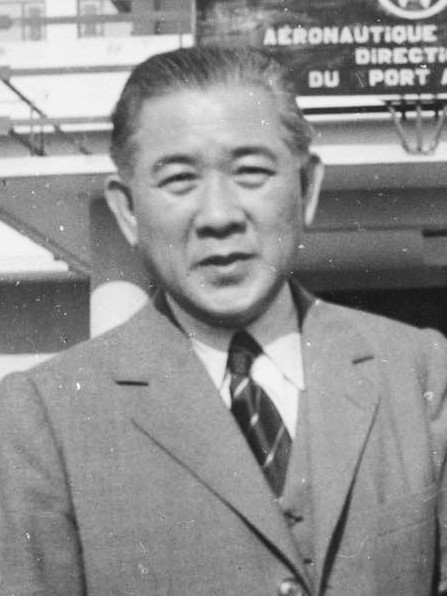
Trần Văn Hữu

Trần Văn Hữu (* 1896 in Vinh Long; † 17. Januar 1984 in Paris) war ein vietnamesischer Politiker. Er diente als Premierminister des pro-französischen Klientelstaats während des Indochinakriegs. Nach der Gründung der Republik Vietnam setzte er sich in Frankreich zur Ruhe.

## Herkunft und Werdegang
Tran Van Huu stammte aus einer reichen Landbesitzerfamilie aus der Provinz Vinh Long in Cochinchina. Er erhielt seine Sekundarschulausbildung am Lycée Chasseloup Laubat in Saigon. Danach studierte er landwirtschaftliches Ingenieurswesen mit Spezialisierung auf die Tropen in Tunesien und in Frankreich. 1925 erhielt er die französische Staatsbürgerschaft und trat nach dem Studium in den Dienst der Kolonialverwaltung. Von 1915 bis 1929 arbeitete er als Agraringenieur. 1929 wechselte er in das Finanzwesen der Kolonie. Er selbst wurde ein bedeutender Landbesitzer in Cochinchina und eine einflussreiche Person in der Oberschicht der Kolonie.
Er heiratete eine französische Staatsbürgerin vietnamesischer Herkunft.

## Politische Tätigkeit
1935 stellte er sich zur Wahl für den Kolonialrat von Cochinchina. 1939 trat er der Indochinesischen Demokratischen Partei (Dang Dan Chu) bei. Nach Berichten der Kolonialbehörden kooperierte er während des Zweiten Weltkriegs weder mit den Japanern noch den Viet Minh.
Nach dem Zweiten Weltkrieg gehörte Tran Van Huu zu den Politikern, mit denen der französische Generalgouverneur Georges Thierry d’Argenlieu ein pro-französisches und vom Norden abgetrenntes Cochinchina aufbauen wollte. Infolgedessen wurde er 1946 zum Finanzminister der Provisorischen Regierung der Kolonie ernannt. 1947 erhielt er auch das Vizepräsidentenamt. 1948 wurde er Gouverneur von Cochinchina. Tran Van Huu setzte sich für einen pro-französischen Klientelstaat in Vietnam unter Führung von Kaiser Bảo Đại ein. Mit der Gründung des Staates Vietnam im Rahmen der Union française wurde Tran Van Huu Premierminister und nahm in dieser Funktion an der Konferenz von Pau teil, wo er mehr Eigenständigkeit für die Teilstaaten der Union forderte. Während seiner Regierungszeit wurde er von Bao Dai mit Sonderbefugnissen ausgestattet, um die in Südvietnam unter Nguyễn Bình operierende Viet-Minh-Guerilla zu bekämpfen.
Tran Van Huu beendete seine politische Karriere, nachdem er als Premierminister von Nguyen Van Tam abgelöst wurde. Seine Absetzung wurde von der französischen Seite gefordert, nachdem Tran Van Huu versucht hatte, die französische Position durch Annäherung an die USA zu schwächen. Nach dem Aufstieg von Ngo Dinh Diem verließ er 1955 Vietnam und ließ sich in Frankreich nieder. Während des Vietnamkriegs setzte er sich für eine diplomatische Lösung des Konflikts ein und forderte eine Neutralisierung Vietnams und Verhandlungen mit den Viet Minh.
Er starb im Militärkrankenhaus Val-de-Grâce in Paris im Jahre 1984.